# Seznam dílů seriálu Cirkus Bukowsky
Toto je seznam dílů seriálu Cirkus Bukowsky, původního českého televizní projektu vysílaného od 30. října 2013, kdy měl na programu ČT1 premiéru první díl, až do 17. prosince 2014, data uvedení poslední šesté části druhé řady. Seriál vypráví příběh psychologa Nestora Bukowského v podání Pavla Řezníčka, kolem něhož postupně umírá řada osob. Do děje byl vtažen údajnou sebevraždou své milenky Edity, která je po odhalení nových skutečností překvalifikována na vraždu.

## Přehled řad
| Řada | Díly | Premiéra         | Premiéra          |
| Řada | Díly | První díl        | Poslední díl      |
| ---- | ---- | ---------------- | ----------------- |
| 1    | 6    | 30. října 2013   | 4. prosince 2013  |
| 2    | 6    | 1. prosince 2014 | 17. prosince 2014 |

## Seznam dílů

### První řada (2013)
| Č. v seriálu | Č. v řadě | Název      | Režie     | Scénář    | Datum premiéry     | Sledovanost (v mil.) |
| ------------ | --------- | ---------- | --------- | --------- | ------------------ | -------------------- |
| 1            | 1         | První díl  | Jan Pachl | Jan Pachl | 30. října 2013     | 0,786                |
| 2            | 2         | Druhý díl  | Jan Pachl | Jan Pachl | 6. listopadu 2013  | 0,549                |
| 3            | 3         | Třetí díl  | Jan Pachl | Jan Pachl | 13. listopadu 2013 | 0,510                |
| 4            | 4         | Čtvrtý díl | Jan Pachl | Jan Pachl | 20. listopadu 2013 | 0,494                |
| 5            | 5         | Pátý díl   | Jan Pachl | Jan Pachl | 27. listopadu 2013 | 0,507                |
| 6            | 6         | Šestý díl  | Jan Pachl | Jan Pachl | 4. prosince 2013   | 0,520                |

### Druhá řada (2014)
| Č. v seriálu | Č. v řadě | Název      | Režie     | Scénář    | Datum premiéry    | Sledovanost (v mil.) |
| ------------ | --------- | ---------- | --------- | --------- | ----------------- | -------------------- |
| 7            | 1         | První díl  | Jan Pachl | Jan Pachl | 1. prosince 2014  | 0,484                |
| 8            | 2         | Druhý díl  | Jan Pachl | Jan Pachl | 3. prosince 2014  | 0,388                |
| 9            | 3         | Třetí díl  | Jan Pachl | Jan Pachl | 8. prosince 2014  | 0,433                |
| 10           | 4         | Čtvrtý díl | Jan Pachl | Jan Pachl | 10. prosince 2014 | 0,420                |
| 11           | 5         | Pátý díl   | Jan Pachl | Jan Pachl | 15. prosince 2014 | 0,364                |
| 12           | 6         | Šestý díl  | Jan Pachl | Jan Pachl | 17. prosince 2014 | 0,475                |